# Carboneros
Carboneros é um município da Espanha na província de Jaén, comunidade autónoma da Andaluzia, de área 58 km² com população de 674 habitantes (2007) e densidade populacional de 11,79 hab/km².

## Demografia
| Variação demográfica do município entre 1991 e 2004 | Variação demográfica do município entre 1991 e 2004 | Variação demográfica do município entre 1991 e 2004 | Variação demográfica do município entre 1991 e 2004 |
| --------------------------------------------------- | --------------------------------------------------- | --------------------------------------------------- | --------------------------------------------------- |
| 1991                                                | 1996                                                | 2001                                                | 2004                                                |
| 715                                                 | 700                                                 | 674                                                 | 691                                                 |